# Gyldenfeldt
af Gyldenfeldt er en nulevende dansk adelsslægt tilhørende sværd- og lavadelen.

## Våben
Tværdelt, øverste felt guld, nederste felt skrådelt fra højre ved en med tre sorte kugler belagt hvid bjælke, foroven tre hvide roser, 2, 1, i blåt, forneden et guld-neg i rødt; på den kronede hjelm fire påfjer mellem to af guld og blåt vekselvis delte vesselhorn.

## Historie
Major af infanteriet Christian Schousboe (1720-1805) blev ved patent af 11. juli 1761 optaget i adelig stand med navnet af Gyldenfeldt og ovennævnte våben. Han havde andraget om at blive adlet med navnet Gyldenstierne, fordi hans hustru nedstammede fra denne "nu uddøde" slægt.
Christian Schousboe af Gyldenfeldt var gift med Anna Beate Sehested (1725-1808) og fader til Christian af Gyldenfeldt (1745-1806), Niels Sehested af Gyldenfeldt (1748-1809), Elisabeth Marie af Gyldenfeldt (1750-1791), Caspar Wessel af Gyldenfeldt (1751-1830), Regitze Sophie af Gyldenfeldt (1756-1817) og Conrad Wilhelm af Gyldenfeldt (1761-1836).
Som baggrund for adlingen bør anføres, at Anna Beate Sehested, der var datter af Niels Sehested til Broholm og Elisabeth Skeel, var blevet besvangret af "studios" (studerende) Christian Schousboe, som var huslærer for børnene på Broholm. I den anledning fik Elisabeth Skeel den 1. juli 1745 kongelig bevilling til at lade sin datter hensætte på Bornholm på livstid og gøre hende arveløs, hvorimod hun til underholdning tillagdes 200 rigsdaler årligt. Men den 7. juli 1747 fik Schousboe efter moderens erklæring bevilling til at ægte Anna Beate Sehested, dog at det overlodes moderen at disponere over datterens arv såvel efter fader som moder. Senere tillagde Elisabeth Skeel denne datter 4.000 rigsdaler i fædrenearv og lige så meget i mødrenearv. Schousboe indtrådte efter det passerede i Hæren, udmærkede sig ved sit gode forhold, avancerede til major og blev juli 1761 adlet.
Ovennævnte kommandørkaptajn Niels Sehested af Gyldenfeldt (1748-1809) var fader til forst- og jagtjunker Niels Sehested af Gyldenfeldt (1799-1889). Han havde kun én søn, jagtjunker Peter Waldemar Julius af Gyldenfeldt (1831-1902), som døde uden sønner, hvorved denne linje af slægten uddøde. To andre linjer af slægten lever endnu.
Ovennævnte generalmajor Casper Wessel af Gyldenfeldt (1751-1830) var fader til major Christian Nicolai af Gyldenfeldt til Hohenlieth (1788-1856) og byfoged og birkedommer i Sorø, justitsråd Hans Henrik af Gyldenfeldt (1785-1866), som var fader til kaptajn Holger Scheel af Gyldenfeldt (1817-1864), som faldt ved Dybbøl 1864. Han var fader til politiinspektør Carlo Viggo Henry Sehested af Gyldenfeldt (1863-1928).